# Fabio Morábito
Fabio Morábito (ur. 21 lutego 1955 w Aleksandrii) – współczesny poeta, prozaik i tłumacz meksykański.

## Życiorys
Urodził się w Egipcie jako dziecko włoskich rodziców. Dzieciństwo spędził w Mediolanie. Od piętnastego roku życia mieszka w Mieście Meksyk.

## Twórczość
Pisze po hiszpańsku. Wydał kilka tomów wierszy (m.in. De lunes todo el año, 1991; Lotes baldíos, 1995), opublikował również zbiory opowiadań, dwie książki eseistyczne (El viaje y la enfermedad, 1984; Los pastores sin ovejas, 1996) oraz książkę przeznaczoną dla czytelnika dziecięcego (Cuando las panteras no eran negras). Jest laureatem cenionych meksykańskich nagród literackich. Tłumaczy z włoskiego, przełożył m.in. całość dzieła poetyckiego Eugenio Montale.